# Mario Mantovani
Mario Mantovani (ur. 28 lipca 1950 w Arconate) – włoski polityk, poseł do Parlamentu Europejskiego, senator i wiceminister infrastruktury.

## Życiorys
Ukończył studia filologiczne i literaturoznawcze na Libera università di lingue e comunicazione IULM w Mediolanie. Przez 25 lat pracował jako wykładowca, prowadził też założoną przez siebie fundację. Od 2001 przez kilkanaście lat był burmistrzem miasta Arconate.
W 1999 i 2004 był wybierany do Parlamentu Europejskiego z ramienia partii Forza Italia (przekształconej w 2009 w Lud Wolności). Należał do Grupy Europejskiej Partii Ludowej (Chrześcijańscy Demokraci) i Europejskich Demokratów. Brał udział m.in. w pracach Komisji Zatrudnienia i Spraw Socjalnych oraz Komisji Rozwoju Regionalnego. W 2008 złożył mandat europosła w związku z wyborem w skład Senatu XVI kadencji (w PE zastąpiła go piosenkarka Iva Zanicchi). W tym samym roku w rządzie Silvia Berlusconiego został sekretarzem stanu w ministerstwie infrastruktury i transportu (pełnił tę funkcję do 2011). W 2013 z listy PdL odnowił mandat senatora na XVII kadencję. W tym samym roku wybrany na radnego Lombardii, do 2015 zajmował stanowisko wiceprezydenta regionu i asesora ds. zdrowia. Później przystąpił do ugrupowania Bracia Włosi.
W 2015 został na pewien czas tymczasowo aresztowany, a w 2019 skazany w pierwszej instancji za przestępstwa korupcyjne na karę 5 lat i 6 miesięcy pozbawienia wolności. Na skutek odwołania w 2022 wyrok ten został uchylony w 2022, a polityka prawomocnie uniewinniono.
W wyborach w 2024 Mario Mantovani z ramienia partii Bracia Włosi uzyskał mandat posła do PE X kadencji.
Ojciec polityk Lucrezii Mantovani.